# God of War Ragnarök
A God of War Ragnarök egy 2022-es akció-kalandjáték, amelyet a Santa Monica Studio fejlesztett, és a Sony Interactive Entertainment adott ki kezdetben PlayStation 4 és PlayStation 5 konzolokra. A 2018-as God of War folytatása. 2024. szeptember 19-én megjelent Windowsra is.

## Játékmenet
A God of War Ragnarök egy TPS akció-kalandjáték. A játékmenet hasonló a 2018-as God of Warhoz, ahogy az is, hogy kizárólag egyjátékos módot kínál. A játékosok a skandináv mitológia lényeivel harcolnak, és többféle ellenségtípussal találkozhatnak, mint az előző részben. Újdonságként megjelennek például az einherjar harcosok, wyvernek, agancsos kentaur-szerű vadászok, fantomok, emberi fosztogatók és nøkkenek, valamint több miniboss is. A játékos elsősorban Kratost irányítja a kombóalapú harcok és puzzle elemek során. Kratos fő fegyverei a Leviatán Fejsze és az ikonikus Káosz Pengék, valamint a Pajzs. A Leviatán Fejsze eldobható az ellenségek felé, majd mágikusan visszahívható, hasonlóan Thor Mjölnir kalapácsához. A fegyver robbanó vázákra is dobható, hogy robbanást idézzen elő, illetve tárgyakat és ellenfeleket fagyaszthat meg. A Káosz Pengék láncokkal csatlakoznak Kratos karjaihoz, és különböző mozdulatokkal lengethetők. A Ragnarök új mechanikájaként a pengék horgonyként is használhatók szakadékok átszelésére és tárgyak felkapására, majd ellenségekhez vágására. Kratos egy új fegyvert is megszerez, a Draupnir Lándzsát, amely közel- és távolsági támadásokra egyaránt alkalmas. Szélmágia erejével átitatva képes önmagát sokszorosítani: Kratos több lándzsát is beledobhat egy ellenfélbe, majd egyszerre robbanthatja fel őket. A lándzsa a közlekedésben és akadályok eltávolításában is szerepet kap. Minden fegyvernek van könnyű és nehéz támadása, és rúnákkal fejleszthetők, amelyek rúnatámadásokat biztosítanak. Egy könnyű és egy nehéz rúnatámadás használható, lehetőséget adva különböző játékstílusok kialakítására. A fejlesztők a pajzsot is átalakították, hogy sokoldalúbb legyen, ne csupán egy egyszerű hárítóeszközként szolgáljon. A játék során különböző pajzsokat lehet megszerezni, amelyek támadó vagy védekező stílushoz igazodnak. A kisebb pajzsok inkább a parry (ellentámadás) lehetőségét erősítik, és elkábíthatják az ellenfeleket, míg a nagyobb pajzsok védelmet nyújtanak, sőt egy hatalmas energiahullámot is létrehozhatnak, amely hátralöki az ellenségeket. Kratos Spártai Düh képességét is frissítették, három változatot kapott: Düh (Fury), Bátorság (Valor) és Harag (Wrath). A Düh a klasszikus Spártai Düh mód, amely megegyezik az előző játékban látottal: Kratos puszta kézzel támadva óriási sebzést okoz. A Bátorság a düh energiáját arra használja, hogy Kratos visszanyerjen életerőt, és ha pontosan időzítve aktiválják, parryként is funkcionálhat. A Harag egy erőteljes fegyvertámadást szabadít fel az éppen használt fegyverrel, jelentős pusztítást okozva az ellenfelek között. Atreus társként segíti Kratost a harcokban, a terep bejárásában, a kincsek megtalálásában, a felfedezésben és a rejtvények megoldásában. A játékos passzívan irányíthatja Atreust, meghatározva, hová lője nyilait, legyen szó harcról vagy fejtörők megoldásáról. Atreus harci képességei is fejlődtek, hogy tükrözzék karakterfejlődését: hosszabb kombókat használhat, előbb kezdeményezhet támadást, mint Kratos, és bővültek a mágikus képességei is. A játék egyes pontjain más karakter is csatlakozhat Kratoshoz Atreus helyett, akit szintén passzívan lehet irányítani. A God of War sorozat történetében először a játékos teljes egészében egy másik karaktert is irányíthat Kratos mellett. Ez kizárólag bizonyos sztoriküldetésekben történik, amikor Atreus önállóan indul útnak, és a játékos teljes irányítást kap felette. Atreus játékmenete hasonló Kratoséhoz: közelharcban az íjával üti ellenfeleit, távolsági támadásaihoz pedig nyilakat lő. Atreus saját dühképességgel is rendelkezik, amely során farkassá (később pedig medvévé) változik, hogy nagyobb sebzést okozzon. Ezekben a küldetésekben Atreust jellemzően egy másik karakter kíséri, akit a játékos ugyanolyan módon irányíthat passzívan, mint Kratos mellett Atreust.

### Valhalla
A Valhalla című roguelike stílusú letölthető tartalom 2023. december 12-én jelent meg. A játékosok kizárólag Kratost irányítják különböző próbatételek során, amelyek véletlenszerűen generált pályákon zajlanak. A halál után a fegyverek, skillek, pajzsok és képességek megmaradnak, de a statok, a rúnatámadások és perkek is visszaállnak alapállapotba. A játékos minden próbálkozásnál választhat jutalmak közül, amelyek segítenek a Valhalla kihívásainak a leküzdésében.

## Cselekmény
|  | Alább a cselekmény részletei következnek! |

A 2018-as God of War cselekményei után járunk 3 évvel. A Fimbulvetr a végéhez közeledik, Kratos (Christopher Judge) és már tinédzserré cseperedett Atreus (Sunny Suljic) hazatérnek – miután visszaverték a bosszúszomjas Freya támadását –, Atreus eltemeti Fenrirt a farkast. Atreus gyásza rövid időre medvévé változtatja, és összecsap Kratosszal, mielőtt visszanyerné az önuralmát. Thor, Odin kíséretében érkezik, aki azt javasolja, hogy békén hagyják őket, ha Atreus felhagy Týr keresésével. Kratos elutasítja az ajánlatot, és párbajt vív Thorral. Odin ezután közli Atreusszal, hogy békén hagyja Kratost, ha Atreus Asgardba megy. Kratos, Atreus és Mimir Sindri otthonában, Yggdrasil egyik ágán keresnek menedéket, majd Svartalfheimban kiszabadítják a háború borzalmaitól visszavonuló Týrt. Gróa szentélyénél, Alfheimban megtudják, hogy csak Asgard van pusztulásra ítélve, míg a többi birodalom egy új bajnok vezetésével túléli a Ragnarööt – utalva arra, hogy ez a bajnok Loki, vagyis Atreus lehet. Kratos és Atreus emiatt összevesznek Atreus feltételezett sorsa miatt. Atreus lefekszik és Jotunheimban ébred, ahol találkozik Angrbodával, aki megmutat neki egy falfestményt, amely látszólag Kratos halálát jövendöli Ragnarök során, valamint azt, hogy Atreus Odin szolgálatába áll. Angrboda Atreusra bízza a lélekköveket, amelyek az óriások lelkeit tartalmazzák, és Atreus az egyik lelket belehelyezi egy kígyó testébe. Ezután visszatér Midgardba, ahol Freya ismét rátámad, de végül nem öli meg, és megígéri, hogy életben hagyja Kratost, ha segít neki megtörni az átkot, amely Midgardhoz köti. Ezt ideiglenesen kikerüli azáltal, hogy sólyommá változik. Vanaheimban Kratos megnyílik Freya előtt, és mesél családja tragikus haláláról Görögországban, bosszújáról az Olümposz ellen és a bosszú beteljesülésével járó ürességről. Miután sikerül megtörni az átkot, Freya és Kratos kibékülnek. Atreus megtévesztő viselkedése vitát vált ki közte és Kratos között, ami miatt Atreus Asgardba szökik, hogy megpróbálja megakadályozni Kratos halálát. Thorral és Thrúddal dolgozik együtt, hogy újra összeállítsanak egy ősi maszkot Odin számára, amely állítólag végtelen tudást biztosít. Eközben Kratos, Freya és Mímir felkeresik a Nornákat, akik elmondják nekik, hogy Heimdall sorsa szerint meg fogja ölni Atreust. Kratos és Brok a Draupnir gyűrűből egy lándzsát kovácsolnak, amely képes megsebezni Heimdallt. Helheimben Atreus kiszabadítja a lélek nélküli óriásfarkast, Garmot, aki szétmarja a határokat a birodalmak között. Atreus végül újra találkozik Kratosszal, és Fenrir lelkét áthelyezi Garm testébe, ezzel feltámasztva a farkast. Kratos és Atreus kibékülnek. Vanaheimban Kratos kénytelen megölni Heimdallt, és megszerzi Gjallarhornt, ezzel elindítva Ragnarök elkerülhetetlen eseményeit. Atreus visszatér Asgardba, és összeállítja a maszkot, mielőtt megszökne vele. Týr beleegyezik, hogy harcoljon, és kéri a maszkot; azonban Brok gyanakodni kezd, amikor észreveszi, hogy Týr „Loki”-nak nevezi Atreust, ahogy az asgardiak szokták. Ekkor Týr felfedi valódi kilétét: valójában Odin volt álruhában, és halálosan megsebzi Brokot. Odin elmenekül, a megrendült Sindri pedig Atreust hibáztatja testvére haláláért, majd elhagyja a csapatot. Atreus és Kratos végleg elkötelezik magukat a Ragnarök mellett, és Muspellheimbe utaznak, hogy segítsenek Surtrnek elérni végzetes ősi formáját, amely elpusztíthatja Asgardot. A birodalmak egyesült erői Kratos vezetése alatt gyűlnek össze, és megfújják Gjallarhornt, hogy megkezdjék Asgard ostromát. Az elején rosszul alakulnak a dolgok, de a helyzet megváltozik, amikor Angrboda megérkezik Fenrirel és a kígyóval, amelynek a testébe Atreus beletette egy óriás lelkét, és most Jörmungandr formájában Thorral csatázik, míg Sindri lerombolja Asgard falát. Thrúd és Sif átállnak, miután felfedezik, hogy Odin civileket használ élő pajzsként. Thor visszaüti Jörmungandr-t az időben, és Kratosszal csatázik, aki meggyőzi őt, hogy álljon meg és segítse a családját. Azonban Thort megöli Odin, miután az beleegyezik Kratos kérésébe. Kratos, Atreus, Freya és Mímir szembeszállnak Odinnal, aki arra ösztönzi Atreust, hogy használja a maszkot; Atreus azonban összetöri azt. Legyözik Odint, majd Atreus Odin lelkét egy lélekkőbe zárja, amit Sindri összetör. Surtr elpusztítja Asgardot, miközben a csapat Midgardba menekül, Freyr pedig feláldozza magát, hogy időt nyerjen számukra a meneküléshez. Angrboda megmutatja Kratosnak és Atreusnak azt a faliképet, amelyet Faye elpusztított, hogy saját sorsukat határozhassák meg. Atreus elhatározza, hogy megkeresi a megmaradt óriásokat, és búcsút vesz Kratostól, aki ezután felfedez egy faliképet, amely őt mint a béke és igazság istenét ábrázolja, akit szeretnek.  Az érzelmek elárasztják őt, és végre reménykedik a jövőjében. Kratos összehívja Freyát és Mímirt, hogy helyreállítsák a békét. Asgard Einherjereit elűzik, Freya megöli a bosszúvágyó Valkűr Királynőt, Gnát, és visszaveszi a trónt, az Ázok Vanaheimbe költöznek és békét kötnek a Vanirekkel, Thrúd pedig Mjölnirt használja, hogy tiszteletet adjon Thornak. A valódi Týrt végül Niflheimben találják meg és szabadítják ki.
|  | Itt a vége a cselekmény részletezésének! |

## Fejlesztés
A God of War fejlesztése során a játék rendezője, Cory Barlog megerősítette, hogy az a rész nem Kratos utolsó kalandja lesz, és a jövőbeli játékok továbbra is a északi mitológiában játszódnak majd, Atreus szereplésével. A folytatásra már az előző játék végén tettek utalást: Ragnarök közeledett, valamint egy titkos befejezésben Thor jelent meg Kratos és Atreus háza előtt a Fimbulwinter végén. A folytatásra utaló marketinganyagok között szerepelt a rejtett üzenet is: „Ragnarök is coming” (Ragnarök közeleg). A PlayStation 5 Showcase eseményen, 2020. szeptember 16-án, hivatalosan bejelentették az új God of War címet, amelyet eredetileg 2021-ben terveztek kiadni PlayStation 5-re. Miután a Sony Interactive Entertainment megerősítette, hogy a korábbi konzolt, a PS4-et legalább 2022-ig támogatni fogják, bejelentették, hogy a játék PS4-re is megjelenik, ezzel a sorozat első cross-gen címévé vált. A fejlesztésre jelentős hatással volt a COVID-19 világjárvány. 2021 júniusában, a PlayStation Studios vezetője, Hermen Hulst bejelentette, hogy a játékot elhalasztották, részben a járvány miatt, mivel problémák adódtak a motion capture és a színészi teljesítményrögzítés terén. A Santa Monica Studio közleményben jelezte, hogy bár a céljuk egy csúcsminőségű játék elkészítése, az egészség és a biztonság elsődleges szempont maradt a fejlesztés során. A játék végül 2022. november 9-én került a boltok polcaira.

## Fogadtatás
| Összegzőoldal | Értékelés |
| ------------- | --------- |
| Metacritic    | 94/100    |

| Szerző        | Értékelés |
| ------------- | --------- |
| Destructoid   | 9/10      |
| EGM           | 5/5       |
| Eurogamer     | Ajánlott  |
| Famicú        | 36/40     |
| Game Informer | 9.5/10    |
| GameSpot      | 9/10      |
| GamesRadar+   | 4.5/5     |
| IGN           | 10/10     |
| PCMag         | 4.5/5     |
| Push Square   | 10/10     |
| Shacknews     | 9/10      |
| VG247         | 5/5       |

A God of War Ragnarök a PS5-ön a kritikusoktól „univerzális elismerést” kapott a Metacritic értékelés-összesítő oldalon, ahol 94/100-as pontszámot ért el.
Simon Cardy, az IGN kritikusa szerint a God of War Ragnarök friss értelmezést adott a jól ismert északi mitológiai karaktereknek, és a színészek egyedi megközelítést hoztak létre, amely eltért a népszerű Marvel Moziverzum (MCU) verzióitól.
A GameSpot kritikusa, Amoor Hussain úgy vélekedett, hogy a számos különböző északi mitológiai feldolgozás közül a Ragnarök „könnyedén az egyik legemlékezetesebb”, mivel a mitológiát lebontja, majd újraépíti egy epikus családi történetté.
Az Eurogamer kritikusa, Chris Tapsell azonban úgy vélte, hogy mivel a Ragnarök igyekezett a sorozat történetének minél több elemét beépíteni, a játék egyszerre túlzsúfoltnak és terjengősnek érződhet. Ugyanakkor pozitívumként említette, hogy a hosszúsága miatt több tartalom áll a játékosok rendelkezésére.
Kyle Hilliard a Game Informer-ben úgy írta, hogy bár a Ragnarök nem rendelkezett ugyanazzal a különleges hatással, mint a 2018-as játék, minden olyan elem, ami abban jól működött, itt is jelen van.

## Díjak, elismerések
| Év   | Díj                             | Kategória                                               | Eredmények            |
| ---- | ------------------------------- | ------------------------------------------------------- | --------------------- |
| 2020 | The Game Awards                 | Legjobban várt játék                                    | Jelölve               |
| 2020 | Golden Joystick Awards          | Legjobban várt játék                                    | Elnyerte              |
| 2021 | Golden Joystick Awards          | Legjobban várt játék                                    | Jelölve               |
| 2021 | The Game Awards                 | Legjobban várt játék                                    | Jelölve               |
| 2022 | The Game Awards                 | Legjobb történet                                        | Elnyerte              |
| 2022 | The Game Awards                 | Legjobb zene és betétdal                                | Elnyerte              |
| 2022 | The Game Awards                 | Legjobb audiovizuális élmény                            | Elnyerte              |
| 2022 | The Game Awards                 | Legjobb alakítás (Christopher Judge)                    | Elnyerte              |
| 2022 | The Game Awards                 | Legjobb akció-kalandjáték                               | Elnyerte              |
| 2022 | The Game Awards                 | Innováció az akadálymentesítésben                       | Elnyerte              |
| 2022 | The Game Awards                 | Az év játéka                                            | Jelölve               |
| 2022 | The Game Awards                 | Legjobb rendezés                                        | Jelölve               |
| 2022 | The Game Awards                 | Legjobb vizuális élmény                                 | Jelölve               |
| 2022 | The Game Awards                 | Legjobb alakítás (Sunny Suljic)                         | Jelölve               |
| 2022 | The Game Awards                 | Játékosok év játéka                                     | Jelölve               |
| 2023 | Golden Joystick Awards          | Az év játéka                                            | Jelölve               |
| 2023 | Golden Joystick Awards          | Legjobb alakítás (Christopher Judge)                    | Jelölve               |
| 2023 | Titanium Awards                 | Az év játéka                                            | Elnyerte              |
| 2023 | Titanium Awards                 | Legjobb narratív dizájn                                 | Elnyerte              |
| 2023 | Titanium Awards                 | Legjobb játéktervezés                                   | Jelölve               |
| 2023 | Titanium Awards                 | Legjobb látványtervezés                                 | Jelölve               |
| 2023 | Titanium Awards                 | Legjobb hangzásvilág                                    | Jelölve               |
| 2023 | Game Audio Network Guild Awards | Legjobb játékelőzetes hangzás                           | Elnyerte              |
| 2023 | Hollywood Music in Media Awards | Legjobb eredeti zene                                    | Elnyerte              |
| 2023 | Hollywood Music in Media Awards | Legjobb eredeti hangszerelés                            | Jelölve               |
| 2023 | Visual Effects Society Awards   | Kiváló vizuális effektek valós idejű projektekben       | Jelölve               |
| 2023 | D.I.C.E. Awards                 | Az év kalandjátéka                                      | Elnyerte              |
| 2023 | D.I.C.E. Awards                 | Kiemelkedő teljesítmény animációk terén                 | Elnyerte              |
| 2023 | D.I.C.E. Awards                 | Kiemelkedő művészeti rendezés                           | Elnyerte              |
| 2023 | D.I.C.E. Awards                 | Kiemelkedő teljesítmény audiovizualitásban              | Elnyerte              |
| 2023 | D.I.C.E. Awards                 | Kiemelkedő karakterábrázolás (Kratos)                   | Elnyerte              |
| 2023 | D.I.C.E. Awards                 | Kiemelkedő eredeti zenei kompozíció                     | Elnyerte              |
| 2023 | D.I.C.E. Awards                 | Kiemelkedő történet                                     | Elnyerte              |
| 2023 | D.I.C.E. Awards                 | Az év játéka                                            | Jelölve               |
| 2023 | D.I.C.E. Awards                 | Kiemelkedő karakterábrázolás (Atreus)                   | Jelölve               |
| 2023 | D.I.C.E. Awards                 | Kiemelkedő teljesítmény játékdizájnban                  | Jelölve               |
| 2023 | D.I.C.E. Awards                 | Kiemelkedő játéktervezés                                | Jelölve               |
| 2023 | D.I.C.E. Awards                 | Kiemelkedő technikai teljesítmény                       | Jelölve               |
| 2023 | Annie Awards                    | Legjobb karakteranimáció                                | Jelölve               |
| 2023 | Golden Reel Awards              | Kiváló teljesítmény a játékzenezene szerkesztésében     | Elnyerte              |
| 2023 | Golden Reel Awards              | Kiváló teljesítmény a hangeffektek szerkesztésében      | Elnyerte              |
| 2023 | Golden Reel Awards              | Kiváló teljesítmény a dialógusok szerkesztésében        | Jelölve               |
| 2023 | Game Developers Choice Awards   | Legjobb hang                                            | Elnyerte              |
| 2023 | Game Developers Choice Awards   | Legjobb technológia                                     | Elnyerte              |
| 2023 | Game Developers Choice Awards   | Közönségdíj                                             | Elnyerte              |
| 2023 | Game Developers Choice Awards   | Az év játéka                                            | Jelölve               |
| 2023 | Game Developers Choice Awards   | Legjobb történet                                        | Jelölve               |
| 2023 | Game Developers Choice Awards   | Legjobb vizuális alkotás                                | Jelölve               |
| 2023 | Game Developers Choice Awards   | Legjobb dizájn                                          | Tiszteletbeli említés |
| 2023 | Game Developers Choice Awards   | Innovációs Díj                                          | Tiszteletbeli említés |
| 2023 | Game Developers Choice Awards   | Társadalmi hatás Díj                                    | Tiszteletbeli említés |
| 2023 | Game Audio Network Guild Awards | Az év hangzása                                          | Elnyerte              |
| 2023 | Game Audio Network Guild Awards | Legjobb hangkeverés                                     | Elnyerte              |
| 2023 | Game Audio Network Guild Awards | Legjobb vágóképes és átvezető hangzás videójátékban     | Elnyerte              |
| 2023 | Game Audio Network Guild Awards | Legjobb foley-hangzás videójátékban                     | Elnyerte              |
| 2023 | Game Audio Network Guild Awards | Legjobb játék előzetes zene és hang                     | Elnyerte              |
| 2023 | Game Audio Network Guild Awards | Legjobb főcímzene                                       | Elnyerte              |
| 2023 | Game Audio Network Guild Awards | Legjobb eredeti zene                                    | Elnyerte              |
| 2023 | Game Audio Network Guild Awards | Legjobb eredeti soundtrack album                        | Elnyerte              |
| 2023 | Game Audio Network Guild Awards | Legjobb UI, jutalom vagy célzathang dizájn              | Elnyerte              |
| 2023 | Game Audio Network Guild Awards | Kreatív és technikai vívmány a zenében                  | Elnyerte              |
| 2023 | Game Audio Network Guild Awards | Kreatív és technikai vívmány a hangtervezésben          | Elnyerte              |
| 2023 | Game Audio Network Guild Awards | Az év párbeszéde                                        | Elnyerte              |
| 2023 | Game Audio Network Guild Awards | Az év zenéje                                            | Elnyerte              |
| 2023 | Game Audio Network Guild Awards | Az év hangdizájnja                                      | Elnyerte              |
| 2023 | British Academy Games Awards    | Legjobb animáció                                        | Elnyerte              |
| 2023 | British Academy Games Awards    | Legjobb hangtteljesítmény                               | Elnyerte              |
| 2023 | British Academy Games Awards    | Legjobb zene                                            | Elnyerte              |
| 2023 | British Academy Games Awards    | Legjobb főszereplő alakítás (Christopher Judge)         | Elnyerte              |
| 2023 | British Academy Games Awards    | Legjobb mellékszereplő alakítás (Laya DeLeon)           | Elnyerte              |
| 2023 | British Academy Games Awards    | EE év játéka                                            | Elnyerte              |
| 2023 | British Academy Games Awards    | Az év játéka                                            | Jelölve               |
| 2023 | British Academy Games Awards    | Legjobb művészeti teljesítmény                          | Jelölve               |
| 2023 | British Academy Games Awards    | Legjobb játékdizájn                                     | Jelölve               |
| 2023 | British Academy Games Awards    | Legjobb történet                                        | Jelölve               |
| 2023 | British Academy Games Awards    | Legjobb főszereplő (Sunny Suljic)                       | Jelölve               |
| 2023 | British Academy Games Awards    | Legjobb mellékszereplő (Adam J. Harrington)             | Jelölve               |
| 2023 | British Academy Games Awards    | Legjobb mellékszereplő (Danielle Bisutti)               | Jelölve               |
| 2023 | British Academy Games Awards    | Legjobb mellékszereplő (Ryan Hurst)                     | Jelölve               |
| 2023 | British Academy Games Awards    | Legjobb technikai teljesítmény                          | Jelölve               |
| 2023 | Japan Game Awards               | Kiválósági Díj                                          | Elnyerte              |
| 2024 | 66. Grammy-gála                 | Legjobb videójáték- és interakítv média-zene            | Jelölve               |
| 2024 | 66. Grammy-gála                 | Legjobb imerzív audióalbum                              | Jelölve               |
| 2024 | The Steam Awards                | A legjobb játék Steam Decken                            | Elnyerte              |
| 2025 | 67. Grammy-gála                 | Legjobb videójáték- és interakítv média-zene (Valhalla) | Jelölve               |

## Fordítás
Ez a szócikk részben vagy egészben  a   God of War Ragnarök című angol Wikipédia-szócikk ezen változatának fordításán alapul.  Az eredeti cikk szerkesztőit annak laptörténete sorolja fel. Ez a jelzés csupán a megfogalmazás eredetét és a szerzői jogokat jelzi, nem szolgál a cikkben szereplő információk forrásmegjelöléseként.